# ラヴァント谷線
ラヴァント谷線（独語;Lavanttalbahn）は、オーストリア連邦鉄道の鉄道線の名称である。路線番号は620。
ラヴァント谷線とされているのはツェルトヴェク - ラヴァミュント間（うち旅客営業しているのはヴォルフスベルク - ザンクト・パウル間）のみであり、ザンクト・パウル - ブライブルク間は「ヤウン谷線」、ブライブルク - クラーゲンフルト間は「ドラウ谷線」の一部であるが、ここでは同じ運行系統であるこれらを一括して「ラヴァント谷線」として扱う。

## 概要
ケルンテン州の東部と、州の中心都市クラーゲンフルトを結ぶ路線

## 歴史
1863年帝国特認南部鉄道（k.k. previlegierte Südbahngesellschaft）が既にマルブルク（現在マリボル）- クラーゲンフルト間を開通したのちにウンタードラウブルク（現在ドラヴォグラード）からラヴァント川と並行する鉄道建設は重大な案件となった。1876年3月12日の法律によりウンタードラウブルク - ヴォルフスベルク間地方鉄道の建設が承認されて、その区間は1879年10月4日に開通された。1899年1月1日にオーストリア帝国鉄道（k.k. östereichische Staatsbahnen, kkStB）はヴォルフスベルク - ウンタードラウブルク区間を引き受けた。ツェルトヴェク - ヴォルフスベルク間は1900年1月に開通された。
1919年にサンジェルマン平和条約によりドラヴォグラード区間は新生のセルビア人・クロアチア人・スロヴェニア人王国領に入った。契約により、ドラヴォグラードを通過するラーヴァーミュント - ブライブルク区間回廊列車の運行は国境統制なしに保証された。
第二次世界大戦の終戦後、回廊列車の運行は1952年に再開された。ただし、ヤウンタール線は1964年に開通されたので、ラーヴァーミュント - ドラヴォグラード間は1965年5月30日に廃止された。
1997年にザンクト・パウル - ラーヴァーミュント間の旅客列車は廃止された。2001年の定期時刻表改正以来、ツェルトヴェク - ヴォルフスベルク間の旅客運送はほとんど代行バスで処理されていた。唯一の通学列車はクニッテルフェルト - クラーゲンフルト区間を1日1往復で通行した。2004年から私鉄のラーヴァーミュント鉄道がその区間で貨物輸送を担当し2007年夏まで観光列車を運用した。
2012年にエッテンドルフ - ラーヴァーミュント区間の線路は通行止めの状態となって、オーストリア連邦鉄道は施設売却方案を申し出た。売却が実行されたのちに、ザンクト・パウル - ラーヴァーミュント間は2016年3月撤去された。2017年以前は、ヴォルフスベルク - バト・ザンクト・レオンハルト間にも列車が運行していたが、2017年末に休止された。
工事のため、2022年12月11日よりヴォルフスベルク - ブライブルク間で、2023年4月3日より残りのブライブルク - クラーゲンフルト間で運休していた。列車運行は2023年12月10日にコールアルム線のケルンテン州部分開通およびザンクトパウル駅の移転開業と共に再開された。

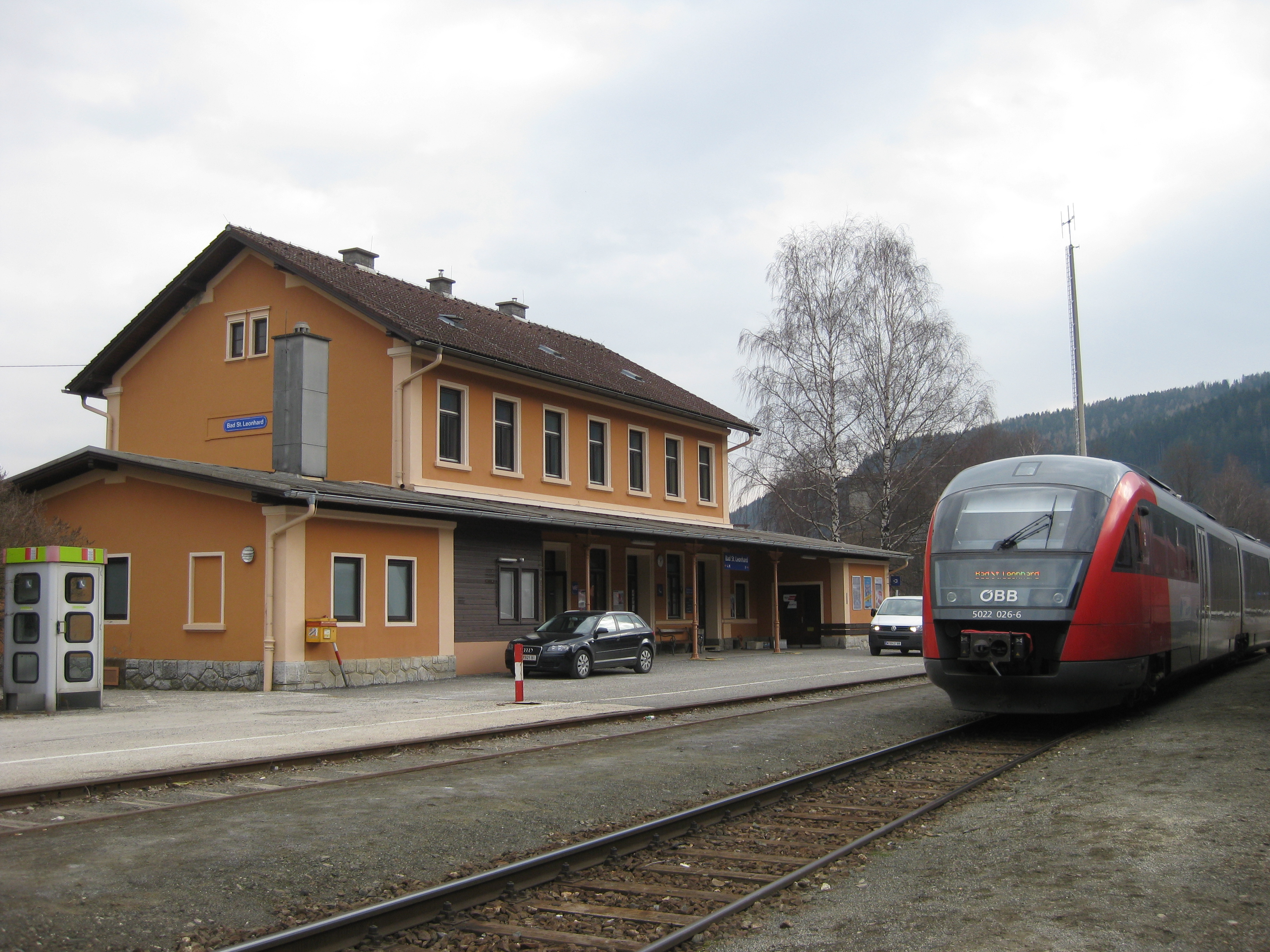
バートザンクトオンハルト駅で待機する5022形気動車（2012年）
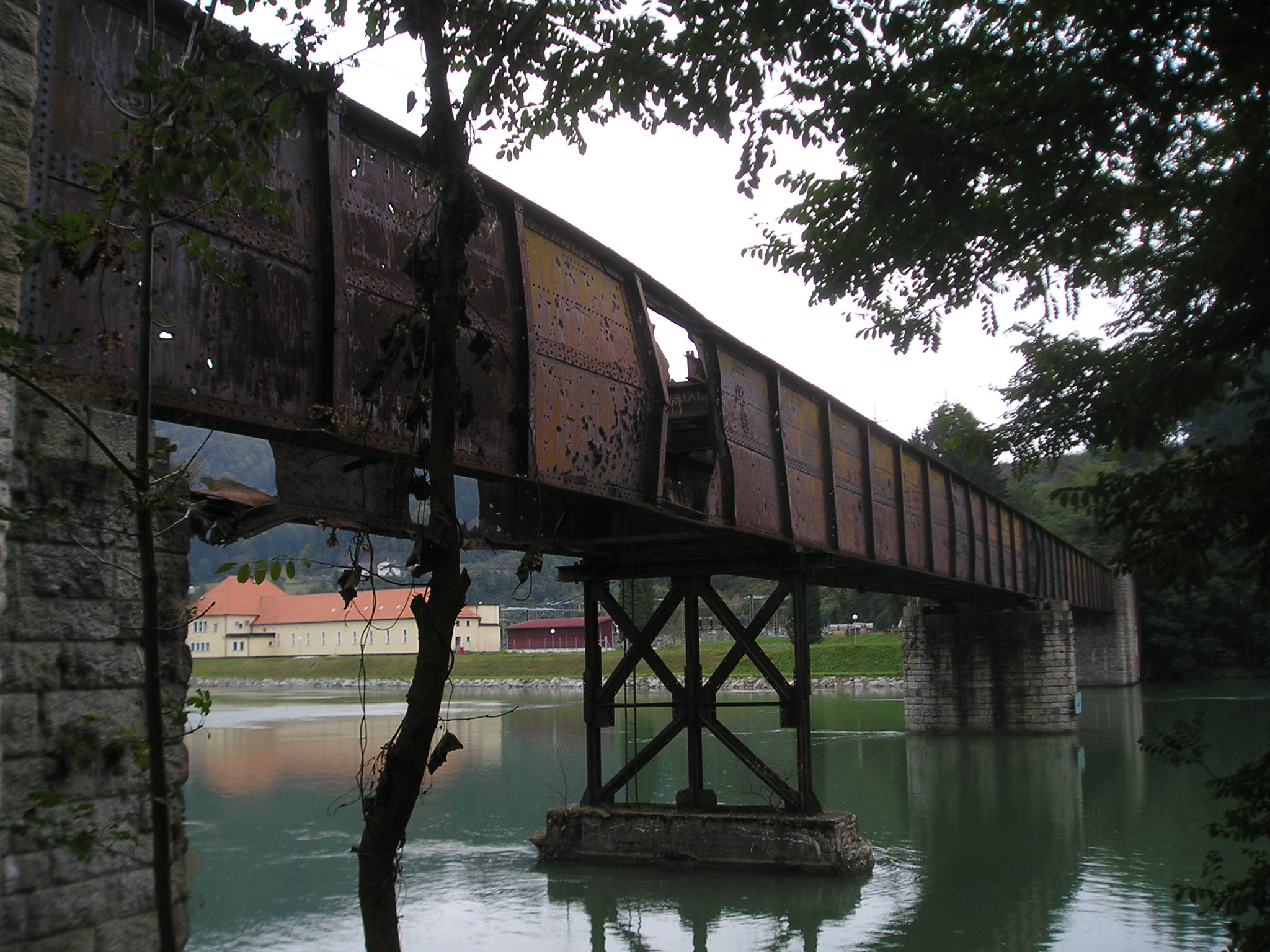
ドラヴォグラード市内の旧ドラーヴァ川鉄道橋

## 運行形態[4]
2017年度、新幹線ラヴァンタル新駅建設予定地と重なるザンクト・パウル - バト・ザンクト・レオンハルト間で運休し、バス代行輸送を一時期行っていた。
2023年度は、ブライブルク以北で全列車運休、2023年4月以降はブライブルク以南でも全列車運休となっている。ヴォルフスベルク - ザンクト・パウル区間はケルンテン運輸連合（Verkehrsverbund Kärnten, VVK）の運賃制が適用される区間である。

### 快速「レギオナル・エクスプレス(REX)」
- (ヴァイツェルスドルフ ← ) クラーゲンフルト - ヴォルフスベルク　【平日運行】
平日に限り、朝に西行が一日2本、夕方に東行が一日3本の運行。西行は、660号線のヴァイツェルスドルフ方面に直通する。
過去の運行系統
2017年以前は、一日あたり、朝の西行が平日4本・土曜日1本、夕方の東行が平日・土曜日2本、休日1本運行していた。平日の西行1本に限り、601号線のフィラハ方面に直通していた。平日・休日とも、1本は各駅に停車していた。アイス・ルーデンに大部分が停車していた。他に、ブライブルク - ヴォルフスベルク間で途中ザンクト・パウルにしか停車しない列車や、ブライブルク以西で快速運転する列車も朝に運行していた。
2017年末に、夕方の列車が休止され、全列車ザンクトパウル以北各駅停車となった。
2019年末に、全列車ブライブルク - クラーゲンフルト間各駅停車となった。2020年夏にアイス・ルーデン駅が休止され、全列車通過となった。
2021年度に、フィラハに直通する列車が、停車駅そのままでSバーン(S3)に格下げとなった。さらに、クラーゲンフルト行の1本もレギオナルツーク(R)に格下げされた。
2022年度に、2021年度格下げされた列車2本が再び快速に格上げされた。
2023年度は、ブライブルク以北で運休、2023年4月以降はブライブルク以南でも運休となった。[9]
2024年度より運行を再開。西行はヴァイツェルスドルフへ直通する様になった。ザンクトパウル以南は、キューンスドルフを除き全て通過となった。

- 過去の運行系統
  - ブライブルク → クラーゲンフルト　【平日運行】
2020年度より、朝に一日1本のみ運行していた。当初はSバーン(S3)の種別で、ブライブルク以南で途中駅を通過していた。
2022年度に、停車駅そのままで快速に格上げとなった。
2023年4月より運休。[9]

### 普通「Sバーン(S3)」
- クラーゲンフルト - ヴォルフスベルク
本数は1時間に1本である。各駅停車。
過去の運行系統
2017年以前は、レギオナルツーク(R)として運行していた（当時もザンクトパウル温泉は大半が通過）。当時はグラニッツタル経由の旧線を運行していた。休日は本数が少なく、2時間に1本の運行であった。うち、平日のみ一日2往復のみ（ただし夏季運休）がバト・ザンクト・レオンハルトまで運行されていた。
2018年度に、一日2往復を除いてSバーン(S3)に種別変更された。レギオナルツーク(R)として残された東行2本を除き、ザンクトパウル温泉は通過していた。
2019年度に、アイヒ通過の西行1本がザンクトパウル温泉にも停車する様になった。レギオナルツーク(R)は一日1.5往復の運行となった。
2022年度に、レギオナルツーク(R)のうち普通列車相当の1.5往復がSバーン(S3)に統合され、レギオナルツーク(R)の種別消滅。
2023年度は、ブライブルク以北で運休、2023年4月以降はブライブルク以南でも運休となっている。[9]
2024年度より、ヴィーダーンドルフ・アイヒ駅経由の新ルートで営業を再開した。休日も1時間に1本の運行となった。全て各駅停車となった。

## 駅一覧
以下では、620号線の駅と営業キロ、停車列車、接続路線などを一覧表で示す。
- 種別
  - REX：快速「レギオナル・エクスプレス」
  - S：普通「Sバーン」
  - R：普通「レギオナルツーク」
- 停車駅
  - ■印：全列車停車
  - ●印：一部通過
  - ○印：一部停車
  - ｜印：全列車通過

### ヴォルフスベルク - クラーゲンフルト間
| 路線番号 | 駅名                                         | 駅間営業キロ | 累計営業キロ            | 累計営業キロ             | 累計営業キロ      | REX | S  | 接続路線                                                                    | 所在地       | 所在地                   |
| -------- | -------------------------------------------- | ------------ | ----------------------- | ------------------------ | ----------------- | --- | -- | --------------------------------------------------------------------------- | ------------ | ------------------------ |
| 620      | バト・ザンクト・レオンハルト駅               | -            | ツェルトヴェクから 31.1 | 聖レオンハルトから 0.0   |                   |     |    |                                                                             | ケルンテン州 | ヴォルフスベルク郡       |
| 620      | ヴィーゼナウ駅                               | 3.4          | 34.5                    | 3.4                      |                   |     |    |                                                                             | ケルンテン州 | ヴォルフスベルク郡       |
| 620      | プレーブラウ・ザウアーブルン駅               | 1.7          | 36.2                    | 5.1                      |                   |     |    |                                                                             | ケルンテン州 | ヴォルフスベルク郡       |
| 620      | トヴィンベルク駅                             | 2.4          | 38.6                    | 7.5                      |                   |     |    |                                                                             | ケルンテン州 | ヴォルフスベルク郡       |
| 620      | フランチャハ・ザンクト・ゲアトラウト駅       | 8.2          | 46.8                    | 15.7                     |                   |     |    |                                                                             | ケルンテン州 | ヴォルフスベルク郡       |
| 620      | ヴォルフスベルク駅                           | 3.6          | ツェルトヴェクから 50.4 | ヴォルフスベルクから 0.0 |                   | ■   | ■  |                                                                             | ケルンテン州 | ヴォルフスベルク郡       |
| 620      | ヴォルフスベルク・レーディンク駅             | 2.2          | 52.6                    | 2.2                      |                   | ■   | ■  |                                                                             | ケルンテン州 | ヴォルフスベルク郡       |
| 620      | ザンクト・シュテファン・イム・ラヴァンタル駅 | 2.2          | 54.8                    | 4.6                      |                   | ■   | ■  |                                                                             | ケルンテン州 | ヴォルフスベルク郡       |
| 620      | ザンクト・アンドレ・イム・ラヴァンタル駅     | 5.0          | 59.8                    | 9.4                      |                   | ■   | ■  |                                                                             | ケルンテン州 | ヴォルフスベルク郡       |
| 620      | ザンクト・パウル・イム・ラヴァンタル駅 (*1)  | 5.0          | 64.8                    | 14.4                     |                   | ■   | ■  |                                                                             | ケルンテン州 | ヴォルフスベルク郡       |
| 620      | ヴィーダーンドルフ・アイヒ駅 (*1)            | 12.5         | 77.3                    | 26.9                     |                   | ｜  | ■  |                                                                             | ケルンテン州 | フェルカーマルクト郡     |
| 620      | ブライブルク町駅                             | 3.5          | 80.8                    | 30.4                     |                   | ｜  | ■  |                                                                             | ケルンテン州 | フェルカーマルクト郡     |
| 620      | ブライブルク駅                               | 2.9          | 83.7                    | 33.3                     | マリボルから 86.3 | ｜  | ■  | マリボル - プレヴァリェ線（マリボル方面）                                   | ケルンテン州 | フェルカーマルクト郡     |
| 620      | ザンクト・ミヒャエル・オブ・ブライブルク駅   | 3.0          |                         | 36.3                     | 89.3              | ｜  | ■  |                                                                             | ケルンテン州 | フェルカーマルクト郡     |
| 620      | ミットラーン駅                               | 5.0          |                         | 41.3                     | 94.3              | ｜  | ■  |                                                                             | ケルンテン州 | フェルカーマルクト郡     |
| 620      | キューンスドルフ・クロパイナー・ゼー駅 (*2)  | 8.3          |                         | 49.6                     | 102.6             | ■   | ■  |                                                                             | ケルンテン州 | フェルカーマルクト郡     |
| 620      | タイナハ・シュタイン駅（休止中 *3）          |              |                         |                          | (107.2)           | ｜  | ｜ |                                                                             | ケルンテン州 | フェルカーマルクト郡     |
| 620      | グラーフェンシュタイン駅                     | 12.1         |                         | 61.7                     | 114.7             | ｜  | ■  |                                                                             | ケルンテン州 | クラーゲンフルトラント郡 |
| 620      | クラーゲンフルト・エーベンタル駅             | 9.6          |                         | 71.3                     | 124.3             | ｜  | ■  |                                                                             | ケルンテン州 | クラーゲンフルト市       |
| 620      | クラーゲンフルト本駅                         | 1.6          |                         | 72.9                     | 125.9             | ■   | ■  | 601号線（ウィーン方面、リーエンツ方面） 660号線（ヴァイツェルスドルフ方面） | ケルンテン州 | クラーゲンフルト市       |

(*1): 2023年12月開業。
(*2): キューンスドルフ・クロパイナー・ゼー駅は、2023年12月に開業。前身はフェルカーマルクト・キューンスドルフ駅。
(*3): 2023年4月以降休止。

### ザンクトパウル - ブライブルク間旧線（2023年度以降休止）
| 路線番号 | 駅名                                     | 駅間営業キロ | 累計営業キロ            | 累計営業キロ       | 累計営業キロ         | 接続路線     | 所在地               | 所在地 |
| -------- | ---------------------------------------- | ------------ | ----------------------- | ------------------ | -------------------- | ------------ | -------------------- | ------ |
| 620      | ザンクト・アンドレ・イム・ラヴァンタル駅 | -            | ツェルトヴェクから 59.8 | 聖アンドレから 0.0 | ヴォルフスベルク方面 | ケルンテン州 | ヴォルフスベルク郡   |        |
| 620      | ザンクト・パウル駅                       | 6.8          | 66.6                    | 6.8                |                      | ケルンテン州 | ヴォルフスベルク郡   |        |
| 620      | ザンクト・パウル温泉駅                   | 2.1          | 68.7                    | 8.9                |                      | ケルンテン州 | ヴォルフスベルク郡   |        |
| 620      | グラニッツタル駅                         | 2.7          | 71.4                    | 11.6               |                      | ケルンテン州 | ヴォルフスベルク郡   |        |
| 620      | アイス・ルーデン駅（*1）                 |              | (74.3)                  |                    |                      | ケルンテン州 | フェルカーマルクト郡 |        |
| 620      | アイヒ・イム・ヤウンタル駅               | 6.6          | 78.0                    | 18.2               |                      | ケルンテン州 | フェルカーマルクト郡 |        |
| 620      | ブライブルク町駅                         | 4.7          | 82.7                    | 22.9               | クラーゲンフルト方面 | ケルンテン州 | フェルカーマルクト郡 |        |

(*1): 他の駅より早く、2020年5月休止。